# Женская сборная Пакистана по хоккею на траве
Женская сборная Пакистана по хоккею на траве — женская сборная по хоккею на траве, представляющая Пакистан на международной арене. Управляющим органом сборной выступает Федерация хоккея на траве Пакистана (англ. Pakistan Hockey Federation).
Сборная занимает (по состоянию на 6 июля 2015) 58-е место в рейтинге Международной федерации хоккея на траве (FIH).

## Результаты выступлений

### Азиатские игры
- 1982—2002 — не участвовали
- 2006 — квалифицированы, но не участвовали
- 2010—2014 — не участвовали